# Anton Baričević
Antonio Barichievich, poznat pod imenom pod kojim je nastupao Great Antonio (Zagreb, 10. listopada 1925. − 7. rujna 2003.), bio je hrvatsko-kanadski snagator i ekscentrik.

## Životopis
Rodio se je u Zagrebu kao Anton Baričević. Tvrdio je da je običavao ići raditi s trnokopom i lopatom kad je imao samo šest godina i da je bio sposoban iščupati stabla pomoću kabela oko vrata kad je imao dvanaest godina (anegdota nije potvrđena). 1945. je došao u Kanadu brodom punim izbjeglica u Halifax. Nikad nije govorio o iskustvima iz drugog svjetskog rata, ali neki vjeruju da ga je psihološki pogodilo što god da je vidio i iskusio.
Bio je smješten u izbjegličkom kampu Bagnoli tijekom drugog svjetskog rata.
Od kasnih 1940-ih natječe se u odmjeravanjima snage mišića. Ušao je u Guinessovu knjigu rekorda 1952. potezanjem vlaka od 433 tone 19,8 metara. Poslije je u Guinessovu knjigu ušao potegnuvši četiri gradska autobusa puna putnika. Težio je 224,5 kg i bio je visine 193 cm. Odijela su mu bila američkih veličina 90, a obuća američkog broja 28. Bio je u stanju pojesti 25 pilića ili deset odrezaka. 1970-ih je godina bio na turneji po svijetu demonstrirajući svoju snagu, proputovavši mnoge glavne gradove i gostovavši po popularnim televizijskim zabavnim emisijama.
Unatoč impozantna stasa, pjevao je mekim lijepim glasom, pa je jedno vrijeme želio pjevati na turneji s Tinyjem Timom. 1970-ih i 1980-ih davao je sve ekscentričnije zahtjeve: rekao je da će povući Boeing 747 po tarmaku, ako mu Boeing dade mlažnjak za osobnu uporabu. Donu Kingu došao je sa zamišlju da će snimiti borilački film za milijun dolara.
Osim što je bio na priredbama gdje se je pokazivala snaga, počeo se je baviti profesionalnim hrvanjem. Navodno je skoro pobijedio na Stampede sjevernoameričkom teškaškom prvenstvu u hrvanju koje se je održalo u Calgaryju 1971., no njegova nepopularnost i pojava je skoro rezultirala pobunom. Hrvačku je karijeru nastavio pod krovom New Japan Pro Wrestlinga 1980-ih bez mnogo uspjeha. 8. prosinca 1977. izgubio je notorni dvoboj protiv Inokija. Dvoboj je pošao na zlo kad je Baričević neobjašnjivo počeo na Inokijeve napade reagirati "netrzanjem na udarac" i potom napadati Inokija, što je prouzročilo da je Inoki krenuo "izvanscenarijskim" napadom na Baričevića, zadavši mu udarce dlanom, udarati ga nogom te na kraju ga gaziti do krvavosti.
Kako je stario, bio je postao poznati ekscentrik u svom gradu gdje je živio, Montrealu. Najmanje je dvaput promijenio priču o sebi. Tvrdio je da nije hrvatskog, nego talijanskog podrijetla. Kasnijih godina tvrdio je izvanzemaljac. Nepismen, boravio je po prodavaonicama krafna u Rosemont i u postaji metroa Berri-UQAM, gdje je prodavao poštanske razglednice sa svojim likom i brošure o njegovoj životnoj priči.
Umro je u dobi od 77 godina od srčanog udara u jednoj montrealskoj prodavaonici.

### Film i televizija
Pojavio se je u nekoliko filmova, poput Quest For Fire i Abominable Snowman, te u filmu redateljice Lois Siegel A 20th Century Chocolate Cake,(1983.) . Uz to se je pojavio u nekoliko televizijskih emisija kao The Ed Sullivan Show i u The Tonight Show Johnnyja Carsona.

## Vanjske poveznice
- Fotografija Antuna Baričevića[neaktivna poveznica]
- The Great Antonio u internetskoj bazi filmova IMDb-u (engl.)
- Information about the Great Antonio at the Montreal Mirror (eng.)